# Simiutak
Bluie West Three (BW-3) lå under 2. verdenskrig på øen Simiutak tæt på Narsaq i det sydlige Grønland.
Øen rummede en vejrstation og en radiostation.